# マルペール
マルペール(Malepère)は、フランス南部ラングドック＝ルシヨン地域圏オード県西部のリムー周辺に位置するワイン産地である。
2007年5月2日に、VDQSワインのコート・ド・ラ・マルペールがAOCに昇格し、その際に名称も短縮されてマルペールになった。39ヶ村の620haの畑で、赤とロゼが生産されている。
この地区のワインは、いわゆる南仏でありながら、メルローを50％以上、カベルネ・フランを20％以上、そのほかは30％以下で、最低8割はボルドーのぶどう品種を使うように指定されていることである。
赤はライト・ボディ、ロゼはさっぱりした辛口で、さほど優れたものではないため、ほとんどが地元で消費され、日本にはあまり入荷していないようである。まだこれからといった産地である。